# Карловское водохранилище
Карловское водохранилище (укр. Карлівське водосховище) — искусственный водоём озёрного типа, на реке Волчьей (бассейн рек Самара, Днепр). Находится в 40 километрах от города Донецк Донецкой области Украины, ближайший населённый пункт — Карловка. Всего в области расположено 148 водохранилищ.
Используется для хранения запасов питьевой воды Донецка, а также для удовлетворения производственных нужд шахты «Краснолиманская», обогатительной фабрики с одноимённым названием и ряда других промышленных предприятий.
Карловское водохранилище является одним из объектов второй очереди канала Днепр — Донбасс. По состоянию на 2009 год планируется создание резервного водопровода, соединяющего Карловское водохранилище с Донецкой фильтровальной станцией (расположена возле Ясиноватой), длина которого будет составлять около 25-30 км.
25 мая 2023 года дамба водохранилища была разрушена российским обстрелом.

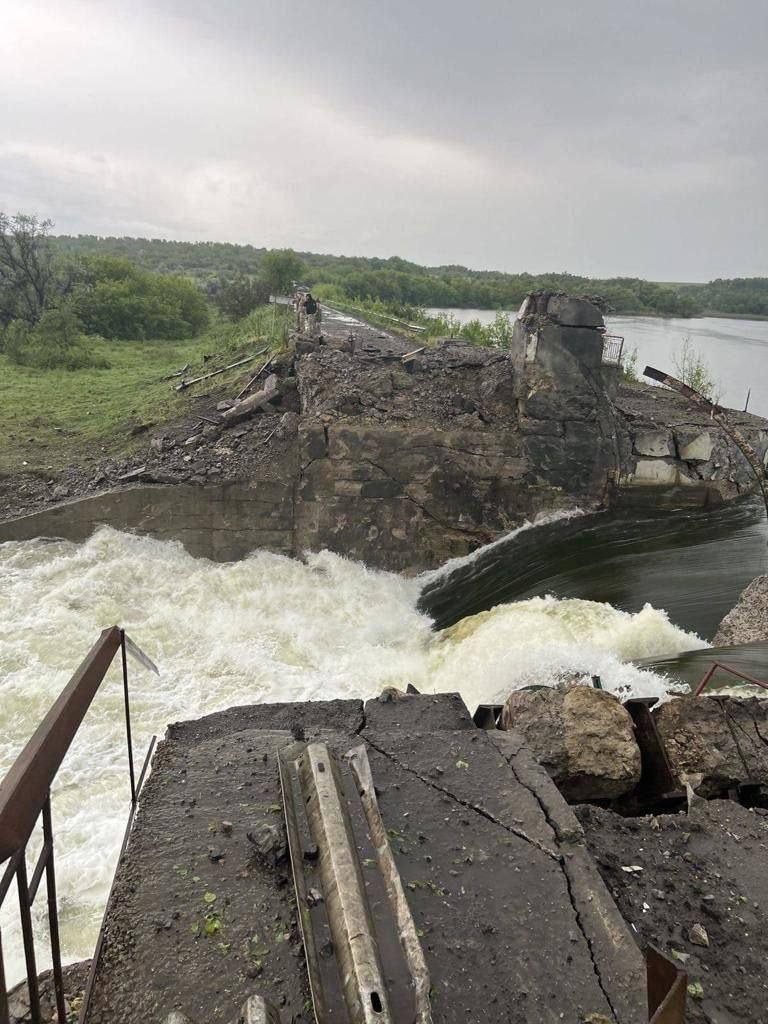
Разрушенная дамба